# Invisible Hands
"Invisible Hands" é uma canção da cantora e compositora americana Kim Carnes. Lançado como primeiro single do álbum Café Racers.
"Invisible Hands" foi escrita por Martin Page e Brian Fairweather, e produzida por Keith Olsen.
Apesar das críticas positivas na imprensa musical, o single alcançou a #40 posição na Billboard Hot 100. Já na Cash Box, o single alcançou a #34 posição. John Benitez, que viria a produzir a canção "Holiday" de Madonna, foi recrutado para remixar a faixa para a versão mix de dança.
O lado B de "Invisible Hands" é a balada romântica "I'll Be Here Where the Heart Is", faixa presente no filme Flashdance.
Em 1984, Kim foi nomeado para um Grammy Award por "Invisible Hands" na categoria Grammy Award for Best Female Rock Vocal Performance. Ela concorreu com Stevie Nicks, Pat Benatar, Bonnie Tyler e Joan Armatrading.

## Listas de músicas e formatos
7" Single
- A   "Invisible Hands" (FM Mix) (3:09)
- B   "I'll Be Here Where the heart Is" (4:42)

12" Single
- A   "Invisible Hands" (Dance Mix) (5:04)
- B   "Invisible Hands" (FM Mix) (3.09)